# Liste des lauréats d'un Peabody Award dans les années 2010
 (novembre 2017).
Cette page dresse la liste des lauréats d'un Peabody Award dans les années 2010.

## 2010
| Lauréat | Domaine d'excellence |
| --- | --- |
| FX Productions et Sony Pictures Television | Justified |
| Thirteen for WNET.org et Illuminations Television Ltd. | Great Performances : Macbeth                                                                                                 |
| CNN | Couverture de l'explosion de Deepwater Horizon                                                                               |
| WNYC | Radiolab |
| Playtone, DreamWorks Productions et HBO | The Pacific |
| Hartswood Films, BBC Wales, Masterpiece | Sherlock, pour l'épisode Une étude en rose                                                                                   |
| WGCU Public Media/Fort Myers, FL | Lucia's Letter, un documentaire sur une jeune femme esclave de trafiquants de drogue                                         |
| Thirteen's American Masters, "Two Lefts Don't Make a Right, Dakota Group"                                                                                                   | LennoNYC |
| Magic Hour Films, WG Film, Mediamente, Kamoli Films, Det Danske Filminstitut, DR TV, HBO                                                                                    | Burma VJ |
| TNT | Men of a Certain Age |
| WFAA-TV/Dallas, TX | Bitter Lessons, an investigation into government-funded career schools                                                       |
| Youth Radio, NPR, Huffington Post | All Things Considered, for Trafficked: A Youth Radio Investigation                                                           |
| Rezolution Pictures, Office national du film du Canada, CBS News Network, ARTE Germany, Documentary Channel Canada, Radio Canada, ARTV, Knowledge Network, APTN, AVRO, ITVS | Independent Lens, for Reel Injun: On the Trail of the Hollywood Indian                                                       |
| Launch Minneapolis, American Public Media | The Promised Land with host Majora Carter                                                                                    |
| HBO Sports | Magic & Bird: A Courtship of Rivals                                                                                          |
| NPR | Coverage of military conflict, flooding, and social issues in Pakistan                                                       |
| Science Channel, BBC | Wonders of the Solar System with Brian Cox                                                                                   |
| NPR | Investigation into low levels of consequence faced by perpetrators of campus rapes                                           |
| TeenNick, Ncredible productions | Degrassi : La Nouvelle Génération, for the episode My Body Is a Cage                                                         |
| C-SPAN | C-SPAN Video Library |
| American Experience | My Lai |
| The Moth (en), Public Radio Exchange, Atlantic Public Media | The Moth Radio Hour |
| Mentorn, Antony Thomas Productions, HBO | For Neda |
| NPR | Behind the Bail Bond System, an investigation airing on All Things Considered and Morning Edition                            |
| Loki Films, HBO | 12th & Delaware |
| Sikelia Productions, Far Hills Pictures, American Masters | Elia Kazan: A Letter to Elia                                                                                                 |
| 40 Acres & A Mule Filmworks, HBO | If God Is Willing and Da Creek Don't Rise                                                                                    |
| True Vision | Zimbabwe's Forgotten Children                                                                                                |
| Art21, Inc. | William Kentridge: Anything Is Possible                                                                                      |
| ESPN | 30 for 30 |
| American Documentary, POV (en), ITVS | The Most Dangerous Man in America: Daniel Ellsberg and the Pentagon Papers                                                   |
| Phoenix Satellite Television | "Report on a New Generation of Migrant Workers in China"                                                                     |
| WTHR/Indianapolis, IN | Reality Check: Where Are the Jobs? an investigation into job creation claims by the Indiana Economic Development Corporation |
| Ruby Films, Gerson Saines Productions, HBO Films | Temple Grandin |
| Jay Rosenstein Productions (pour WILL-TV/Urbana, IL) | The Lord Is Not On Trial Here Today                                                                                          |
| washingtonpost.com | The Cost of War: Traumatic Brain Injury; Coming Home a Different Person                                                      |
| KSTP-TV/Saint Paul, MN | Who Killed Doc? an investigation into how a Minnesota sailor's death in Iraq was ill-explained                               |
| Frontline, Mongoose Pictures | The Wounded Platoon |
| Scott Free Productions, King Size Productions, Small Wishes, CBS Productions                                                                                                | The Good Wife |

## 2011
| Lauréat | Domaine d'excellence |
| --- | --- |
| CNN | Coverage of the Arab Spring uprisings |
| TED.com | Award to the website for "[making] creative thinkers and their ideas available everywhere, anytime" |
| American Experience in association with Apograph Productions, Firelight Media and Q-Ball Productions (presented on PBS)       | American Experience, pour les documentaires Triangle Fire, Freedom Riders, et Stonewall Uprising |
| NPR | Native Foster Care: Lost Children, Shattered Families, a 3-part report on the illegal practice by 33 states of separating Native American children from their families or tribes                                |
| American Documentary/POV/Red Square Productions, Bungalow Town Productions, ITVS International in association with YLE        | POV (en) : My Perestroika |
| Hello Doggie Inc., Busboy Productions, Spartina Productions, Comedy Central                                                   | The Colbert Report, for its segments on Super PAC funding of political campaigns |
| CNN, Done & Dusted (aka Fun & Trusted)                                                                                        | CNN Heroes: An All-Star Tribute |
| StoryCorps, NPR, POV, Mémorial du 11-Septembre                                                                                | StoryCorps recollections of the September 11 terrorist attacks on Morning Edition et YouTube |
| bbc.com | Awarded in recognition of the website's "immediate, evolving coverage of news events great and small" |
| Loud Mouth Films, Limited, Independent Television Service (airing on KBDI/Denver, CO and other NETA stations)                 | Who Killed Chea Vichea? |
| Television Broadcasts Limited (TVB Jade)                                                                                      | News Magazine, for the reports People's Republic of Cheating (probes of academic plagiarism) and "Misjudged Cases" (probes of unjust arrests and prosecutions)                                                  |
| Showtime Presents, Teakwood Lane Productions, Cherry Pie Productions, Keshet, Fox 21                                          | Homeland |
| Fuji Television | The Untold Stories of the Tsunami in Japan |
| The New Yorker and Human Rights Watch                                                                                         | Awards for the online reports Acting Up: Russia's Civil Society (documenting Russian dissidents) and Gold's Costly Dividend: The Porgera Joint Venture (report on abuse by security at a Papua New Guinea mine) |
| Clover and A Bee Films, 33&Out, Inc. in association with HBO Documentary Films                                                | Earth Made of Glass |
| NPR | Reports by Lourdes Garcia-Navarro on the Arab Spring uprisings |
| CNN | Award for work by Fareed Zakaria, citing his GPS analysis on Iran and the special Restoring the American Dream: Fixing Education                                                                                |
| Independent Lens and Bhutto Film, LLC                                                                                         | Bhutto |
| Blown Deadline Productions in association with HBO Entertainment                                                              | Treme |
| Broadway Video et IFC | Portlandia |
| KING-TV/Seattle, WA | Their Crime, Your Dime, an investigation of food stamp and welfare scams |
| BBC | Somalia: Land of Anarchy |
| Al Jazeera English | Coverage of "The Arab Awakening" |
| KPHO-TV/Phoenix | Toxic Secrets, a report on the effects of buried Agent Orange drums at a US Army Base en Corée du Sud |
| Showtime Presents | Rebirth |
| Bighead, Littlehead, 360 Television, Grok and Generator Productions in association with HBO Entertainment                     | Le Trône de fer |
| CBS News | Undercover reports by Clarissa Ward (airing on The CBS Evening News with Scot Pelley) on the uprising within Syria                                                                                              |
| Universal Television, Deedle-Dee Productions, Fremulon                                                                        | Parks and Recreation |
| KLAS-TV/Las Vegas | Desert Underwater, une série de reportages sur la crise de l'immobilier à Las Vegas st ses effets |
| NHK | Surviving the Tsunami |
| WEWS-TV/Cleveland | Operation Deep Freeze, a report on United States Navy personnel exposed to radiation at a base in Antarctica |
| Quest Productions, Bread and Butter Films in association with Thirteen's American Masters pour WNET/New York                  | Charles and Ray Eames – The Architect and the Painter |
| Public Television Service | A Year in the Clouds |
| ABC News | 20/20, for the report Peace Corps – A Trust Betrayed, an expose of a murder and sexual assaults — and related cover-ups — involving the humanitarian program's operations in Africa                             |
| GlobalPost.com | Award for the website's On Location posts |
| Johns Hopkins Health and Education South Africa, Curious Pictures Pty Ltd, Ants Multimedia, SABC Education (airing on SABC 1) | Intersexions |
| Austin City Limits (KLRU-TV/Austin, TX et PBS)                                                                                | Institutional Award for the live music performance program |
| Sony Pictures Television | Jeopardy! |

## 2012
| Lauréat                                                                                                | Domaine d'excellence |
| --- | --- |
| JUF Pictures, Inc. et documentary                                                                      | Under Fire: Journalists in Combat |
| Steps International et PBS                                                                             | Why Poverty? |
| 1895 Films for Smithsonian Channel                                                                     | MLK: The Assassination Tapes |
| GMA Network, Inc. (GMA News TV)                                                                        | Reel Time: Salat (Bone Dry) |
| Al Jazeera, Just Vision                                                                                | Sheikh Jarrah, My Neighborhood |
| Augusta Films and HBO Documentary Films, with the support of the National Endowment for the Humanities | The Loving Story |
| Show of Force, Mudpuppy Films and HBO Documentary Films                                                | Marina Abramović: The Artist is Present |
| ITN Productions for Channel 4                                                                          | Sri Lanka’s Killing Fields: War Crimes Unpunished |
| ITV Studios (airing on ITV)                                                                            | Exposure: The Other Side of Jimmy Savile, researched and presented by Mark Williams-Thomas                                                                                |
| Hardcash Productions/Fuuse Films (airing on ITV)                                                       | Exposure: Banaz: An Honour Killing, researched and presented by Mark Williams-Thomas                                                                                      |
| Brook Lapping Productions, National Geographic Channel (also airing on BBC Two)                        | Putin, Russia and the West |
| True-Walker Productions, Independent Television Service (airing on PBS)                                | Independent Lens: Summer Pasture |
| KNXV-TV/Phoenix                                                                                        | Ford Escape: Exposing a Deadly Defect, an investigation that revealed an acceleration problem in the vehicle in question                                                  |
| 60 Minutes (CBS News)                                                                                  | Deception at Duke, an investigation into an experimental cancer treatment at Duke University                                                                              |
| 60 Minutes (CBS News)                                                                                  | Joy in the Congo, a profile of Orchestre symphonique kimbanguiste |
| ABC News                                                                                               | Coverage of Hurricane Sandy |
| ABC News                                                                                               | "Robin's Journey", a public service campaign centered on Good Morning America co-anchor Robin Roberts' bone marrow transplant                                             |
| WTHR-TV/Indianapolis, IN                                                                               | "Investigating the IRS", an examination of how illegal immigrants bilked Internal Revenue Service in tax refunds                                                          |
| KMGH-TV/Denver, CO                                                                                     | "Investigating the Fire", an examination of a controlled burn by the Colorado State Forest Service and its deadly impact                                                  |
| Univision                                                                                              | Award for the network's reports on "Rapido y Furioso" (Opération Fast and Furious)                                                                                        |
| WVIT-TV/New Britain, CT                                                                                | Award for the station's breaking news coverage of the Sandy Hook Elementary School shooting                                                                               |
| NPR | Coverage by reporters Kelly McEvers and Deborah Amos on the crisis in Syria                                                                                               |
| CNN | Coverage of the unrest in Syria and Homs |
| John Wells Productions and Warner Brothers Television                                                  | Southland |
| Prodco, Inc. in association with ABC Family                                                            | Switched at Birth |
| Comedy Central et Five Timz Productions                                                                | D. L. Hughley: The Endangered List |
| HBO | Real Sports with Bryant Gumbel |
| Playtone Productions and Everyman Pictures en association avec HBO Films                               | Game Change |
| Pig Newton, Inc., FX Productions                                                                       | Louie |
| Aptow Prod and I am Jenni Konner Productions in association with HBO Entertainment                     | Girls |
| Radio Diaries                                                                                          | Teen Contender, a profile (airing on NPR's All Things Considered) of 16-year-old Claressa Shields and her quest to earn a spot on the 2012 US Olympic Women's boxing team |
| WBEZ/Chicago, IL, Pro Publica, Fundacion MEPI                                                          | This American Life, for the documentary "What Happened at Dos Erres", a profile of a child survivor of the 1982 Guatemalan civil war                                      |
| Media Mechanics, The Library of Congress (airing on WNYC/New York, NY and Public Radio International)  | Inside the National Recording Registry |
| WNYC/New York, NY                                                                                      | The Leonard Lopate Show |
| SCOTUSblog                                                                                             | Award to the website and its coverage of the United States Supreme Court                                                                                                  |
| NYTimes.com                                                                                            | "Snow Fall: The Avalanche at Tunnel Creek", an online multimedia report on a deadly avalanche                                                                             |
| NHK Educational Corporation for NHK (airing on NHK Educational Channel)                                | Design Ah! |
| Lorne Michaels                                                                                         | Individual Award to "the patron saint of satirical television comedy" |
| BBC Cymru Wales                                                                                        | Institutional Award for Doctor Who |
| ITV Studios                                                                                            | Institutional Award for Michael Apted's Up Series |

## 2013
| Lauréat | Domaine d'excellence |
| --- | --- |
| National Black Programming Consortium, Corporation for Public Broadcasting, and PBS                                                           | 180 Days: A Year Inside an American High School |
| WBEZ/Chicago, IL | This American Life, for Harper High School, which profiled life at a Chicago high school plagued by gun violence                                                                    |
| Thirteen, Inkwell Films, and Kunhardt McGee Productions in association with Ark Media                                                         | The African Americans: Many Rivers to Cross with Henry Louis Gates, Jr. |
| Florentine Films et WETA-TV/Washington | The Central Park Five |
| WETA-TV/Washington, DC, Latino Public Broadcasting, Bosch & Company, and Independent Television Service                                       | Latino Americans: The 500 Year Legacy That Reshaped a Nation |
| CNN and Zero Point Zero Production, Inc. | Anthony Bourdain: Parts Unknown |
| American Documentary/POV | The Law in These Parts |
| American Documentary/POV et BKS Films, LLC | Best Kept Secret |
| WBZ Radio et WBZ-TV (en)/Boston, MA | Joint honor for the stations' coverage of the Boston Marathon bombings and subsequent investigation and manhunt                                                                     |
| GMA Networks, Inc. | Award for coverage of Typhon Haiyan (alias Typhoon Yolanda) |
| BBC World News America | Inside Syria’s War |
| CBS This Morning (CBS News) | Award for Charlie Rose's "polite but persistent" interview with Syrian President Bashar al-Assad                                                                                    |
| Al Jazeera America | Fault Lines, pour Haiti in a Time of Cholera, which examined the Cholera outbreak in the earthquake-ravaged country and its possible source                                         |
| Al Jazeera America | Fault Lines, pour Made in Bangladesh, which probed the Rana Plaza collapse and how American retailers turned a blind eye toward dangerous practices by clothing subcontractors      |
| Frontline et Kirk Documentary Group | Frontline, pour League of Denial: The NFL's Concussion Crisis |
| ESPN | Outside the Lines, pour NFL at a Crossroads: Investigating a Health Crisis |
| KING-TV/Seattle, WA | Hanford's Dirty Secrets, which revealed nuclear waste leaks and mismanagement at the Hanford Site                                                                                   |
| WTVF/Nashville, TN | "Questions of Influence", a series of reports and a primetime special revealing Tennessee state officials’ involvement in shady business deals                                      |
| WVUE-DT/New Orleans, LA et The Times-Picayune (NOLA.com)                                                                                      | "Louisiana Purchased", an investigation into campaign financing in Louisiana |
| The Center for Investigative Reporting et Public Radio Exchange                                                                               | Reveal, pour The VA's Opiate Overload, which examined overdoses from prescription opiates at Veterans Administration hospitals                                                      |
| NBC News | In Plain Sight: Poverty in America, an on-air and online assessment of the faces and forms of poverty                                                                               |
| Hollow Interactive, LLC | Hollow |
| How to Survive a Plague LLC, Public Square Films, Impact Partners, and Little Punk                                                            | Independent Lens for How to Survive a Plague |
| Charlotte Street Films, Independent Television Service, BBC, ZDF/Arte, et NHK                                                                 | Independent Lens, pour The House I Live In |
| Chain Camera Productions, Independent Television Service, Girls Club Entertainment, RISE films, Fork Films, Cuomo Cole Productions, et Canal+ | Independent Lens, for The Invisible War |
| Danmarks Radio | Borgen, une femme au pouvoir |
| Sony Pictures Television | Breaking Bad |
| Shine America et FX Productions | The Bridge |
| Kudos et Imaginary Friends (co-production) | Broadchurch |
| Unicorn Black | Burka Avenger |
| ABC Studios | Scandal |
| Donen/Fincher/Roth, Trigger Street Productions, Inc., Media Rights Capital, et Netflix                                                        | House of Cards |
| Lionsgate Television and Netflix | Orange Is the New Black |
| Markay Media in association with South Carolina ETV                                                                                           | A Chef's Life |
| Comedy Central Productions | Key & Peele |
| Temple Street Productions en association avec BBC America et Space                                                                            | Orphan Black |
| Haut et Court TV, Canal+, Jimmy, Ciné+, et Backup Films                                                                                       | The Returned (Les Revenants) |
| HBO Documentary Films et Fine Films LLC | Life According to Sam |
| HBO Documentary Films et Sabella Entertainment                                                                                                | Six by Sondheim |
| Jigsaw Productions, HBO Documentary Films, Wider Film Projects, et Below the Radar Films                                                      | Mea Maxima Culpa: Silence in the House of God |
| Samantha Stendal and Aaron Blanton | A Needed Response, a viral video (the first to earn a Peabody) created by the University of Oregon students to challenge the culture of rape and sexual assault on college campuses |
| The Race Card Project (NPR News and Morning Edition)                                                                                          | Award for the Michele Norris-led project that examines listeners' ideas and experiences on race, pride, prejudice and identity                                                      |
| The New York Times et Office national du film du Canada                                                                                       | A Short History of the Highrise, an online "visual tour of 'vertical living'" |
| B'way Films LLC, Ghost Light Films, Albert M. Tapper et WNET/New York, NY                                                                     | Great Performances, for Broadway Musicals: A Jewish Legacy |
| TCM | The Story of Film: An Odyssey |
| Tom Brokaw | Personal award to the longtime NBC News personality and former Nightly News anchor for his various projects and books (e.g. The Greatest Generation)                                |

## 2014
| Lauréat | Domaine d'excellence |
| Personal and institutional honorees                                                                             | Personal and institutional honorees |
| --- | --- |
| Afropop Worldwide                                                                                               | Institutional Award to the PRI radio series for its celebration of African and Afro-inspired music                                                                                               |
| David Attenborough                                                                                              | Personal Award for Attenborough's work as host and producer of nature-history programs |
| Entertainment honorees                                                                                          | |
| Zeppotron et Channel 4                                                                                          | Black Mirror |
| MGM Television et FX Productions                                                                                | Fargo |
| Fox Television Studios et FX Productions                                                                        | The Americans |
| Jax Media LLC                                                                                                   | Inside Amy Schumer |
| Eye Productions, CBS Television Studios, Warner Bros. Entertainment, Electus, RCTV, et Poppy Productions        | Jane the Virgin |
| HBO Entertainment en association avec Sixteen String Jack Productions et Avalon Television                      | Last Week Tonight with John Oliver |
| Gran Via Productions et Zip Works                                                                               | Rectify |
| SundanceTV, BBC Worldwide, Drama Republic, and Eight Rooks Productions                                          | The Honourable Woman |
| Cinemax Entertainment en association avec Ambeg Productions, Anonymous Content et Extension 765                 | The Knick |
| News, radio, and podcast honorees                                                                               | |
| CNN | Crisis at the VA, an investigation into delays in care at US Department of Veterans Affairs hospitals                                                                                            |
| CNN | Award for coverage of the kidnapping of schoolgirls by the Boko Haram terrorist organization in Chibok, au Nigeria                                                                               |
| NBC News et MSNBC                                                                                               | Award for coverage on the rise of the Islamic State, in particular reports by correspondent Richard Engel                                                                                        |
| Vice News | Award for reports by Medyan Dairieh inside the caliphate of the Islamic State |
| Vice News | Last Chance High, a series of web reports and podcasts profiling troubled students at Chicago's Montefiore Therapeutic Day School                                                                |
| NPR | Award for on-scene reports from the Ebola virus epidemic in West Africa |
| Futuro Media Group, Round Earth Media, Radio Progreso, and Freelance Producers (airing on NPR)                  | Latino USA, pour Gangs, Murder, and Migration in Honduras, which examined the motivations behind the exodus of Hondurans to the United States                                                    |
| State of the Re:Union et WJCT-FM/Jacksonville, FL (distribué par NPR et PRX)                                    | State of the Re:Union |
| Minnesota Public Radio News                                                                                     | Betrayed by Silence, a documentary examining the child sex-abuse scandal involving the Roman Catholic Archdiocese of Saint Paul and Minneapolis                                                  |
| WNYC/New York, NY                                                                                               | Radiolab, for 60 Words, a collaboration with BuzzFeed examining the Authorization for Use of Military Force Against Terrorists and its serving as the legal foundation for the War on Terror     |
| WNYC/New York, NY et New Jersey Public Radio                                                                    | Chris Christie, White House Ambitions and the Abuse of Power, a series of reports linking closures on the George Washington Bridge to operations within the New Jersey governor's administration |
| KVUE/Austin, TX                                                                                                 | The Cost of Troubled Minds, an investigation examining the monetary and psychological effects of cutbacks in Texas mental health care programs                                                   |
| Serial, This American Life, et Chicago Public Media                                                             | Serial, for its investigation of the murder of Hae Min Lee |
| E. W. Scripps Company, bureau de Washington                                                                     | Under the Radar, a series of reports investigating loopholes that allow sex offenders convicted in the US Military to go unidentified and unmonitored when returning to civilian life            |
| Documentary, public service, educational, and children’s programming honorees                                   | |
| American Experience Films, WGBH Educational Foundation, et Firelight Films                                      | American Experience, pour Freedom Summer |
| ITN Productions                                                                                                 | Children on the Frontline, a documentary airing on Channel 4's Dispatches profiling 5 children impacted by the Syrian Civil War                                                                  |
| Flying Cloud Productions, Inc.                                                                                  | Human Harvest: China's Illegal Organ Trade |
| Brakeless LTD, Bungalow Town Productions, BBC, NHK, IKON, DR, et Independent Television Service (airing on PBS) | Independent Lens, for "Brakeless" |
| Jigsaw Productions, Jagged Films, and Inaudible Films in association with HBO Documentary Films                 | Mr. Dynamite: The Rise of James Brown |
| Covert Productions in association with HBO Documentary Films and Impact Partners                                | The Newburgh Sting |
| American Documentary/POV                                                                                        | POV, pour American Revolutionary: The Evolution of Grace Lee Boggs |
| Ginzberg Productions (airing on SABC 2, DStv, and GOtv)                                                         | Soft Vengeance: Albie Sachs and the New South Africa |
| FRONTLINE in association with Kirk Documentary Group and Rain Media                                             | United States of Secrets, a documentary airing on PBS' Frontline examining the growth of US Government surveillance efforts post-9/11                                                            |
| Grain Media (broadcast through Netflix)                                                                         | Virunga |
| BBC World Service                                                                                               | Award for the broadcaster's public service efforts to inform about the Ebola virus epidemic in West Africa                                                                                       |
| Noticias Univision                                                                                              | Entre el Abandono y el Rechazo (Between Abandonment and Rejection), which dealt with unaccompanied Latin American children seeking asylum in the United States                                   |
| Fuzzy Door Productions et Cosmos Studios, Inc. en association avec Fox et National Geographic Channel           | Cosmos : Une odyssée à travers l'univers |
| Cartoon Network Studios                                                                                         | Adventure Time |
| Brown Bag Films et Disney Junior                                                                                | Docteur La Peluche |

## 2015
| Lauréat | Domaine d'excellence |
| Personal and institutional honorees | Personal and institutional honorees |
| --- | --- |
| David Letterman | Personal Award in recognition of Letterman's 33-year tenure as a late-night TV host |
| Stanley Nelson Jr. | Personal Award for Nelson's work as a documentary filmmaker and as founder of Firelight Media |
| The Daily Show with Jon Stewart | Institutional Award for the show's "lasting impact on political satire, television comedy and even politics itself."                                                                                    |
| News, radio, podcast, public service, and web honorees | |
| PBS NewsHour (PBS et WETA-TV/Washington) | Desperate Journey, a series of reports on those fleeing Syria and other war-torn areas of the Middle East                                                                                               |
| WXIA-TV/Atlanta | 911: Lost on the Line, an investigation revealing government oversights and technical shortcomings in smart phones and telecommunications infrastructure that led to needless deaths across the country |
| WTAE-TV/Pittsburgh | "Burning Questions", an investigation into response inefficiencies of Pennsylvania volunteer fire departments                                                                                           |
| WMAQ-TV/Chicago, IL | Award for an investigation uncovering procedural infractions and disinformation from the Chicago Police Department in regards to an officer's fatal shooting of Laquan McDonald                         |
| HBO | Real Sports with Bryant Gumbel, for "The Killing Fields", a report examining Africa's illegal ivory trade                                                                                               |
| NPR News | Award for a report on the U.S. Army's testing of mustard gas on soldiers during World War II |
| This American Life | Award for three episodes examining the benefits and effects of school desegregation |
| WQXR-FM/New York, NY | Meet the Composer |
| BBC | Public Service recognition for the broadcaster's coverage of the European migrant crisis |
| Upian, Office national du film du Canada, Arte, Bayerischer Rundfunk, et CBC/Radio-Canada | Do Not Track, an online interactive documentary examining Internet economic and privacy issues |
| Entertainment and children's programming honorees | |
| ABC Studios | black-ish |
| Marvel Television en association avec ABC Studios pour Netflix | Marvel's Jessica Jones |
| Red Crown Productions, Participant Media, Come What May Productions, et New Balloon (distribué par Netflix) | Beasts of No Nation |
| Universal Television, Oh Brudder Productions, Alan Yang Productions, et Fremulon (distribué par Netflix) | Master of None |
| Universal Cable Productions | Mr. Robot |
| FremantleMedia International et Kino Lorber | Deutschland 83 |
| HBO Entertainment et Warner Bros. Television en association avec Damon Lindelof Productions et Film 44 | The Leftovers |
| Amazon Studios | Transparent |
| A+E Studios | Unreal |
| Playground Entertainment et Company Pictures for BBC et Masterpiece in association with BBC Worldwide, Altus Media and Prescience                                                                                  | Wolf Hall |
| Move on Up (Airing on CBeebies) | Katie Morag |
| Documentary and educational honorees | |
| HBO Documentary Films in association with Sky Atlantic and Jigsaw Productions | Going Clear: Scientology and the Prison of Belief |
| HBO Documentary Films in association with Gidalya Pictures and Blumhouse Productions | How to Dance in Ohio |
| HBO Documentary Films in association with Good Things Acquisition Company | The Jinx: The Life and Deaths of Robert Durst |
| Spring Films, Angel TV, et Ratpac Documentary Films en association avec HBO Documentary Films | Night Will Fall |
| Assassin Films, BBC Storyville, UK-INDIA, et Tathagat Films en association avec Gamini Plyatissa Foundation, Vital Voices Global Partnership, DR, Plus Pictures Aps, CBC News Network, SVT, IKON, RTS, SRF, et RAI | Independent Lens, pour India's Daughter |
| Frontline (PBS and WGBH-TV/Boston, MA) | Frontline, por ISIS in Afghanistan |
| Showtime Documentary Films, Passion Pictures, et Cutler Productions | Listen to Me Marlon |
| Portret Films, American Documentary, POV, et Independent Television Service in association with Latino Public Broadcasting with major funding from Corporation for Public Broadcasting                             | POV, for Don't Tell Anyone (No Le Digas a Nadie) |
| Radical Media in association with Moxie Firecracker for Netflix | What Happened, Miss Simone? |

## 2016
| Lauréat | Domaine d'excellence |
| Personal and institutional honorees                                                                                        | Personal and institutional honorees |
| --- | --- |
| Norman Lear | Personal Award for Lear's groundbreaking work as a situation comedy producer |
| Independent Television Service                                                                                             | Institutional Award for ITVS' funding and presenting of documentary films on public television |
| Documentary honorees | |
| The New York Times Op-Docs (NYTimes.com)                                                                                   | 4.1 Miles (en) |
| PBS et WGBH-TV/Boston, MA                                                                                                  | Frontline, pour Exodus, which offered first-person accounts of migrants fleeing war and persecution for safety in Europe                                                                                           |
| PBS et WGBH-TV/Boston, MA                                                                                                  | Frontline, pour Confronting ISIS, an examination of America's ongoing war against Islamist extremists |
| American Documentary, Inc. (Airing on PBS)                                                                                 | POV, for Hooligan Sparrow |
| Trilogy Films LLC Bigmouth Productions, Cedar Creek Productions and the Independent Television Service (Airing on PBS)     | Independent Lens, pour Trapped |
| AfterImage Public Media in association with Actual Films (Distributed through Netflix)                                     | Audrie & Daisy |
| Forward Movement LLC and Kandoo Films (Distributed through Netflix)                                                        | Le 13e (13th) |
| Banger Films (Distributed through Netflix and airing on HBO Canada)                                                        | Hip-Hop Evolution |
| Film First et HBO Documentary Films                                                                                        | Mavis! |
| ESPN Films et Laylow Films                                                                                                 | O.J.: Made in America |
| Deborah S. Esquenazi Productions, LLC (Airing on Investigation Discovery)                                                  | Southwest of Salem: The Story of the San Antonio Four |
| Magnolia Pictures et Participant Media en association avec Showtime Documentary Films et Global Produce/Jigsaw Productions | Zero Days |
| Entertainment honorees | |
| FX Productions | Atlanta |
| FX Productions | Better Things |
| HBO Entertainment | Veep |
| HBO Entertainment en association avec Parkwood Entertainment                                                               | Lemonade |
| BBC One and Netflix | Happy Valley |
| Pig Newton Inc. et Hulu | Horace and Pete |
| The Forge, Channel 4, et Hulu                                                                                              | National Treasure |
| News, radio, podcast, public service, and web honorees                                                                     | |
| WTHR/Indianapolis, IN | Charity Caught on Camera, an investigation into mismanagement and unsafe conditions at the Grant County Rescue Mission                                                                                             |
| WTHR/Indianapolis, IN | Dangerous Exposure, which revealed how an Indiana environmental watchdog agency turned a blind eye toward the poisoning of residential groundwater while protecting guilty companies from cleanup responsibilities |
| KNTV/San Jose, CA | Arrested at School: Criminalizing Classroom Misbehavior, an investigation on how Bay Area school districts rely on law enforcement as a means of student discipline                                                |
| CNN | Award for the reports ISIS in Iraq and Syria, Undercover in Syria, et Battle for Mosul |
| CBS Evening News with Scott Pelley (CBS)                                                                                   | Award for Jim Axelrod's investigation into West Virginia's opioid epidemic |
| Just Not Sports & One Tree Forest Films                                                                                    | "#MoreThanMean," an online video putting faces to the issue of online harassment against women in sports |
| American Public Media | In the Dark, a podcast series examining the Jacob Wetterling kidnapping case |
| Panoply Media | The Unexplainable Disappearance of Mars Patel |
| This American Life et PBC en collaboration avec The Marshall Project et ProPublica                                         | This American Life, pour Anatomy of Doubt, which examined how and why a rape victim's claims were dismissed as fake                                                                                                |
| NPR | Award for reports on the sales culture within Wells Fargo that led to the creation of fake consumer banking accounts and the blacklisting of those who attempted to report the unethical practice                  |
| ProPublica et The Texas Tribune                                                                                            | "Hell and High Water," a multimedia collaboration examining Houston's vulnerability to dangerous flooding |

## 2017
| Lauréat | Domaine d'excellence |
| Career achievement honors Prix Accomplissement professionnel                                                                  | Career achievement honors Prix Accomplissement professionnel |
| --- | --- |
| Carol Burnett | À « l'une des grandes comédiennes de l'industrie ». |
| Institutional honors Prix institutionnel                                                                                      | |
| The Fred Rogers Company (en)                                                                                                  | |
| 60 Minutes | |
| Documentary honorees Lauréats documentaire                                                                                    | |
| Intrepid Cinema, Radiator Film, et American Documentary Inc.                                                                  | The Islands and the Whales |
| Larm Film, Aleppo Media Center, AMC, et American Documentary Inc.                                                             | Les Derniers Hommes d'Alep (Last Men in Aleppo) |
| American Documentary Inc, World, Rooy Media LLC, et ITVS                                                                      | America ReFramed (en), pour Deej (en) |
| The People's Poet Media Group LLC, WNET/New York NY, et ITVS avec Artemis Rising                                              | Maya Angelou: And Still I Rise, à propos de Maya Angelou |
| Mile 22 LLC, ITVS, KA Snyder Productions, Cuomo Cole Productions, Artemis Rising, et Transform Films                          | Newtown, à propos de la tuerie de l'école primaire Sandy Hook |
| American Experience | Oklahoma City, à propos de l'attentat d'Oklahoma City |
| Exposure Labs (avec The Ocean Agency), View Into the Blue (avec Argent Pictures), et The Kendeda Fund (distribué par Netflix) | Chasing Coral |
| Fuse Media | Indivisible, un documentaire sur l'action différée pour les arrivées d'enfance                                                                                     |
| Spike TV, Cinemart, et Roc Nation                                                                                             | Time: The Kalief Browder Story (en) |
| Childrens & Youth honors Prix Enfants et jeunesse                                                                             | |
| Netflix | A Series of Unfortunate Events |
| Entertainment honorees Lauréats spectacle                                                                                     | |
| Netflix et Art & Industry | Hasan Minhaj: Homecoming King (en) |
| CBS Television Studios, Funny or Die, et 3 Arts Entertainment (en) pour Netflix                                               | American Vandal |
| HBO Entertainment avec Issa Rae Productions, Penny for Your Thoughts Entertainment et 3 Arts Entertainment (en)               | Insecure |
| HBO Entertainment avec Sixteen String Jack Productions et Avalon Television                                                   | Last Week Tonight with John Oliver |
| Sony Pictures Television et Gran Via Productions                                                                              | Better Call Saul |
| SNL Studios (en) avec Universal Television et Broadway Video (en)                                                             | Saturday Night Live, sketches de satire politique |
| Hulu, MGM Television, White Oak Pictures, The Littlefield Company, et Daniel Wilson Productions                               | The Handmaid's Tale |
| Amazon Studios | The Marvelous Mrs. Maisel |
| News, radio, podcast, and public service programming honorees Lauréats radio et podcast                                       | |
| KXAS/Dallas | Big Buses, Bigger Problems: Taxpayers Taken for a Ride, une enquête sur les opérations immobilières réalisées par certaines écoles à Dallas.                       |
| Vice News Tonight (en) (HBO)                                                                                                  | Reportage sur la manifestation « Unite the Right » à Charlottesville et ses conséquences.                                                                          |
| CNN | Reportage sur l'échec de l'État islamique en Irak et Syrie. |
| PBS NewsHour | Inside Putin's Russia, une série de reportages sur la Russie de Vladimir Poutine.                                                                                  |
| BBC News | Reportage sur les réfugés rohingya au Bangladesh. |
| 60 Minutes (CBS News) et The Washington Post                                                                                  | The Whistleblower, à propos des déclarations de Joe Rannazzisi (ex-agent DEA) sur le rôle de l'industrie pharmaceutique dans la crise des opioïdes aux États-Unis. |
| NPR et ProPublica | Reportage sur le taux de mortalité des femmes aux États-Unis. |
| Minnesota Public Radio et American Public Media                                                                               | 74 Seconds, un podcast qui détaille l'assassinat de Philando Castile et sa suite.                                                                                  |
| Serial et This American Life                                                                                                  | S-Town |
| Kentucky Center for Investigative Reporting et Louisville Public Media                                                        | The Pope's Long Con, une série de podcasts sur Dan Johnson. |
| Gimlet Media | Uncivil, pour l'épisode The Raid |
| Al Jazeera | The Cut, un programme sur les mutilations génitales féminines au continent africain.                                                                               |
| Peabody-Facebook Futures of Media honorees Lauréats du prix Futur des médias Peabody-Facebook                                 | |
| The Pudding et Polygraph | The Pudding dans la catégorie « Digital Journalism » |
| Cult Leader et l'Office national du film du Canada                                                                            | The Space We Hold dans la catégorie « Interactive Documentary » |
| Visual Editions et le Creative Lab de Google                                                                                  | Editions at Play dans la catégorie « Mobile » |
| Buried Signal et Annapurna Interactive                                                                                        | Gorogoa dans la catégorie « Video Games » |
| Oculus Story Studio (en) | Dear Angelica dans la catégorie « Virtual Reality/360 » |
| Felix and Paul Studios, Oculus avec Funny or Die                                                                              | Miyubi (en) dans la catégorie « Virtual Reality/360 » |

## 2018
| Lauréat | Domaine d'excellence |
| Career achievement honors Prix Accomplissement professionnel | Career achievement honors Prix Accomplissement professionnel |
| --- | --- |
| Rita Moreno | Pour son « talent unique » et une carrière de plus de 60 ans. |
| Institutional honors Prix institutionnel | |
| Kartemquin Films (en) | Pour l'engagement de la compagnie à réaliser des documentaires qui portent sur les histoires des marginalisés américains.                                                                         |
| Sesame Street | Pour les 50 années du programme |
| Peabody Catalyst Award honor Prix Peabody Catalyst | |
| ProPublica | Pour avoir diffusé des enregistrements audio clandestins révélant les conditions des enfants immigrés séparés de leurs parents par l'United States Border Patrol (Premier Prix Peabody Catalyst). |
| Documentary honorees Lauréats prix documentaire | |
| National Film Board of Canada et American Documentary | The Apology (en) |
| HBO Documentary Films et Moxie Firecracker Films | A Dangerous Son |
| Carlos Santana avec 5 Stick Films et le Dolores Huerta Film Project, LLC | Dolores (en) |
| Frontline | The Facebook Dilemma, un rapport sur la croissance du réseau social et son impact négatif sur la privacité et la démocratie.                                                                      |
| Thirteen Productions LLC, Antelope South Ltd., Normal Life Pictures, avec la BBC, et ZDF avec Arte                                                                                         | The Jazz Ambassadors (en) |
| Three Judges LLC, Idle Wild Films Inc., et Independent Television Service (en) (ITVS), parrainé par la Corporation for Public Broadcasting (CPB)                                           | The Judge |
| Lorraine Hansberry Documentary Project, LLC en co-production avec Independent Television Service et Black Public Media avec The Film Posse, Chiz Schultz Inc. et American Masters Pictures | Lorraine Hansberry: Sighted Eyes/Feeling Heart |
| Hulu avec Kartemquin et American Documentary | Minding the Gap |
| Entertainment, children's and youth honorees Lauréats enfants, jeunesse et spectacle | |
| Fox 21 Television Studios et FX Productions | The Americans |
| Fox 21 Television Studios et FX Productions | Pose |
| Netflix | Hannah Gadsby: Nanette (en) |
| Netflix | Patriot Act with Hasan Minhaj (en) |
| HBO Entertainment avec Alec Berg (en) et Hanarply | Barry |
| HBO Entertainment avec A24 et MVMT | Random Acts of Flyness (en) |
| Clerkenwell Films (en)/Dominic Buchanan Productions pour Channel 4 Television et Netflix                                                                                                   | The End of the F***ing World |
| Universal Television, Fremulon (en) et 3 Arts Entertainment (en) | The Good Place |
| Sid Gentle Films pour BBC America | Killing Eve |
| Cartoon Network Studios | Steven Universe |
| News and radio/podcast honorees Lauréats prix radio et podcast | |
| E:60 (en), Outside the Lines (en), ESPNW, et SportsCenter (ESPN) | Spartan Silence: Crisis at Michigan State, un rapport sur le scandale des abus sexuels dans la fédération américaine de gymnastique.                                                              |
| Michigan Radio (en) (NPR) | Believed (podcast), un reportage sur le scandale de Larry Nassar. |
| PBS NewsHour | Pour son rapport à propos de la pollution plastique. |
| Reveal (en) du Center for Investigative Reporting (en), PRX (en), PBS NewsHour et Associated Press                                                                                         | Kept Out, un reportage sur le racisme dans le crédit immobilier aux États-Unis. |
| Type Investigations et Reveal (Center for Investigative Reporting et PRX) | Monumental Lies, à propos des monuments des Confédérés. |
| BBC Africa Eye (BBC News) | Anatomy of a Killing, une enquête sur une vidéo virale dans laquelle deux soldats des Forces armées du Cameroun ont tué deux femmes et leurs deux enfants.                                        |
| Frontline | Separated: Children at the Border, un rapport sur la séparation d'enfants immigrés de leurs familles à la frontière entre le Mexique et les États-Unis.                                           |
| KING-TV/Seattle, WA | Back of the Class, sur le manque de services pour les étudiants handicapés dans les écoles publiques de Washington.                                                                               |
| ITN pour Channel 4 News | Reportage sur le scandale Facebook-Cambridge Analytica. |
| The New York Times | Caliphate], un podcast du journaliste Rukmini Callimachi qui explore les différentes raisons derrière l'existance de l'État islamique.                                                            |
| WABE (en)/Atlanta, GA | Buried Truths, une émission sur l'interdiction du vote à Georgia en 1948. |
| WAGA-TV (en)/Atlanta, GA | $2 Tests: Bad Arrests, un rapport sur les méthodes d'analyse de substances suspectes utilisées par les forces de l'ordre américaines qui conduisent à de nombreuses fausses arrestations.         |
| Peabody-Facebook Futures of Media Award honorees Lauréats du prix Futur des médias Peabody-Facebook                                                                                        | |
| The Marshall Project (en) avec Longreads | Banished dans la catégorie Journalisme numérique |
| The Submarine Channel et VPRO | The Industry: Mapping the Dutch Drug Economy dans la catégorie Documentaire interactif |
| BBC | Civilisations Augmented Reality App dans la catégorie Mobile |
| Illya Szilak et Cyril Tsiboulski | Queerskins dans la catégorie Transmedia |
| 3909 LLC | Return of the Obra Dinn dans la catégorie Jeu-vidéo |
| Aaron Bradbury | Vestige dans la catégorie Réalité virtuelle |
| Twitch | Artificial dans la catégorie Webisode |